# Mayottedwergooruil
De Mayottedwergooruil (Otus mayottensis) is een vogelsoort uit de familie van de Strigidae (uilen).

## Verspreiding en leefgebied
Deze soort is endemisch op Mayotte (Comoren).

## Status
De grootte van de populatie is niet gekwantificeerd maar de soort wordt omschreven als plaatselijk algemeen. Op de Rode lijst van de IUCN heeft deze soort de status niet bedreigd.